# Le Mirage de l'amour
Pour plus de détails, voir Fiche technique et Distribution.
Le Mirage de l'amour (titre original : Here's to Romance) est un film musical américain réalisé par Alfred E. Green, sorti en 1935.

## Synopsis
Kathleen Gerard, l'épouse d'Emery Gerard, professeur de musique, est lasse des infidélités de son mari avec sa "protégée artistique". Aussi décide-t-elle de devenir elle-même mécène de Nino Donelli, un chanteur talentueux qu'elle envoie étudier à l'opéra de Paris.

## Fiche technique
- Titre original : Here's to Romance
- Réalisation : Alfred E. Green
- Scénario : Sonya Levien, Ernest Pascal, Arthur Richman
- Production : Jesse L. Lasky
- Société de production : Fox Film
- Société de distribution : Twentieth Century Fox
- Musique : Louis De Francesco
- Photographie : L.W. O'Connell
- Montage : Irene Morra
- Direction artistique : Max Parker
- Costumes : Rene Hubert
- Pays d'origine : États-Unis
- Langue : anglais
- Format : Noir et blanc - Son : Mono
- Genre : Film musical
- Durée : 82 minutes
- Dates de sortie :
  - États-Unis : 27 août 1935 (première) ; 4 octobre 1935 (exploitation)
  - France : 6 décembre 1935

## Distribution
- Nino Martini : Nino Donelli
- Genevieve Tobin : Kathleen Gerard
- Anita Louise : Lydia Lubov
- Maria Gambarelli : Rosa
- Ernestine Schumann-Heink : elle-même
- Reginald Denny : Emery Gerard
- Vicente Escudero : danseur gitan espagnol
- Adrian Rosley : Sandoval
- Mathilde Comont : Viola
- Elsa Buchanan : Enid
- Miles Mander : Bert
- Keye Luke : Saito
- Pat Somerset : Fred
- Albert Conti : LeFevre
- Egon Brecher : Descartes
- Orrin Burke : Carstairs
- Armand Kaliz : Andriot